# Brayams Viveros
Brayams Marcelo Viveros Alvarado (Viña del Mar, Región de Valparaíso, Chile; 3 de febrero de 1992) es un futbolista chileno. Juega de defensa y su equipo actual es Deportes Antofagasta de la Primera B de Chile.
Es hermano del también futbolista Daniel Viveros.

## Trayectoria

### Santiago Wanderers
Llegó al Santiago Wanderers a los 17 años para integrarse a las divisiones inferiores donde destacó como central y lateral izquierdo lo que lo llevó a ser citado al primer equipo en el Clausura 2011 pero no llegaría a debutar.
Tras no lograr debutar por el primer equipo permaneció en las divisiones inferiores de su club teniendo nuevamente opción de debutar en la Copa Chile 2012 frente a Unión La Calera pero nuevamente no tendría la opción de jugar. Finalmente se daría su debut en el cuarto partido de aquella Copa Chile en la derrota de su equipo frente a Santiago Morning.

### Deportes Limache
Luego de tener poca continuidad es cedido al Deportes Limache que en ese entonces se encontraba en la Tercera División B de Chile.

### San Luis de Quillota
En 2014 llega a San Luis de Quillota, luego de que Santiago Wanderers lo dejara con carta de libertad. Se caracteriza por ser un jugador muy aguerrido y esforzado.

### Unión San Felipe
En 2017 llega al club del aconcagua luego de no ser considerado en el club canario.

### Deportes Temuco
Luego de no renovar su contrato con Unión San Felipe, en diciembre de 2018 es anunciado como nuevo jugador de Deportes Temuco. En febrero de 2021, pese a rumorearse con una oferta por parte de Cobreloa, renueva por dos temporadas más con el conjunto albiverde.

### San Marcos de Arica
Tras no renovar con el equipo temuquense, en enero de 2023 es anunciado como el undécimo refuerzo de San Marcos de Arica de la Primera B chilena.

## Clubes
| Club                        | País  | Año       |
| --------------------------- | ----- | --------- |
| Santiago Wanderers          | Chile | 2011-2013 |
| → Deportes Limache (cedido) | Chile | 2013      |
| San Luis de Quillota        | Chile | 2014-2017 |
| Unión San Felipe            | Chile | 2017-2018 |
| Deportes Temuco             | Chile | 2019-2022 |
| San Marcos de Arica         | Chile | 2023-2024 |
| Deportes Antofagasta        | Chile | 2025-Act. |

## Palmarés

### Campeonatos nacionales
| Título             | Equipo           | País  | Año     |
| ------------------ | ---------------- | ----- | ------- |
| Tercera División B | Deportes Limache | Chile | 2013-C  |
| Primera B          | San Luis         | Chile | 2014-15 |